# Кубок Фінляндії з футболу 2006
Кубок Фінляндії з футболу 2006 — 52-й розіграш кубкового футбольного турніру в Фінляндії. Титул вдев'яте здобув ГІК.

## 1/16 фіналу
| Команда 1                 | Рахунок      | Команда 2        |
| ------------------------- | ------------ | ---------------- |
| 14 червня 2006            |              |                  |
| Якобстадс БК (3)          | 1:2          | Тампере Юнайтед  |
| 18 червня 2006            |              |                  |
| ЕБК (4)                   | 2:3          | ТП-Сейняйокі (3) |
| Атлантіс (2)              | 2:4 дч       | Лахті            |
| Їіппо (2)                 | 2:3 дч       | Гонка            |
| ОПС-2 (3)                 | 1:4          | ОЛС (3)          |
| Віїкінгіт (2)             | 2:1 дч       | МюПа             |
| Гранкулла ІФК (3)         | 1:4          | КПВ (2)          |
| ПП-70 (2)                 | 2:1          | Гямеенлінна (2)  |
| Тампере (3)               | 1:6          | КуПС             |
| Вааяковські (3)           | 1:4          | Марієгамн        |
| ВПС                       | 1:1 пен. 3:4 | Інтер (Турку)    |
| Паллосеура Кемі Кінгс (3) | 4:2          | Клубі-04 (2)     |
| Култсу (4)                | 1:0          | ГБК Коккола (3)  |
| Сіті Старс (4)            | 1:2          | ПоПа (3)         |
| Сепсі-78 (3)              | 0:6          | ГІК              |
| ТПС                       | 1:1 пен. 4:1 | Гака             |

## 1/8 фіналу
| Команда 1                 | Рахунок        | Команда 2        |
| ------------------------- | -------------- | ---------------- |
| 22 червня 2006            |                |                  |
| Віїкінгіт (2)             | 0:1            | ГІК              |
| ОЛС (3)                   | 0:3            | Лахті            |
| КПВ (2)                   | 2:1 дч         | Марієгамн        |
| ТПС                       | 3:2            | ПоПа (3)         |
| КуПС                      | 2:1            | ПП-70 (2)        |
| Гонка                     | 1:1 пен. 10:11 | Інтер (Турку)    |
| Паллосеура Кемі Кінгс (3) | 3:0            | ТП-Сейняйокі (3) |
| 13 вересня 2006           |                |                  |
| Култсу (4)                | 0:1            | Тампере Юнайтед  |

## 1/4 фіналу
| Команда 1       | Рахунок | Команда 2                 |
| --------------- | ------- | ------------------------- |
| 20 вересня 2006 |         |                           |
| ГІК             | 2:1     | Лахті                     |
| КПВ (2)         | 3:0     | Паллосеура Кемі Кінгс (3) |
| 27 вересня 2006 |         |                           |
| ТПС             | 1:0     | КуПС                      |
| 28 вересня 2006 |         |                           |
| Інтер (Турку)   | 0:2     | Тампере Юнайтед           |

## 1/2 фіналу
| Команда 1      | Рахунок | Команда 2       |
| -------------- | ------- | --------------- |
| 18 жовтня 2006 |         |                 |
| ГІК            | 2:1 дч  | Тампере Юнайтед |
| ТПС            | 0:1     | КПВ (2)         |

## Фінал
| 4 листопада 2006 |

| ГІК      | 1:0      | КПВ (2) |
| -------- | -------- | ------- |
| Газі 63' | Протокол |         |

| «Фіннейр Стедіум», Гельсінкі Глядачів: 2 450 |